# Alex longipecten
Alex longipecten es una especie de polilla de la familia Geometridae, descrita por primera vez por William Warren en 1905 con distribución en las Islas Salomón. Es una polilla grande con una envergadura de 48 milímetros (1,9 plg).

## Descripción
Tiene gran parecido con Alex continuata la Alex aurantiata de las que difiere en que las pectinaciones de la antena del macho son mucho más largas. El color de fondo de ambas alas es pardusco fulvoso moteado de negro, la costa del ala punteada de ocre y negro, y parduzco-negro en la base con líneas rojas. En el ala posterior, la zona costal es de color amarillo intenso, sin motas. La mancha celular en el ala anterior es solo parda y difusa. La parte inferior de ambas alas es de color fulvo intenso, con moteado negro y manchas celulares negras.
El abdomen y palpos por debajo del mismo color fulvioso intenso. El tórax es pálido mientras que el abdomen marrón rojizo.